# 大和田貯蓄銀行
大和田貯蓄銀行（おおわだちょちくぎんこう）は、大正期に福井県嶺南地方で設立された、貯蓄銀行。

## 概要
1921年（大正10年）12月、同年4月に制定された貯蓄銀行法に基づき、大和田銀行を母体に設立。それまでも貯蓄銀行条例に基づく貯蓄銀行はあったものの、資本力の弱い銀行が多かったことから、同法では、最低資本金を50万円に定め統合整理を実施。大和田銀行系列でも、大和田貯金銀行があったものの、前年に大和田銀行に統合されていた。戦時中に親銀行の大和田銀行に吸収合併された。

## 沿革
- 1921年（大正10年）12月9日 - 設立[1]
- 1943年（昭和18年）12月1日 - 大和田銀行に合併[1]

## 役員

### 『銀行会社要録 附・役員録 第27版』
- 社長・大和田荘七[3]
- 取締役・大和田正吉、大和田金之助[3]
- 監査役・大和田久兵衛[3]

### 『日本全国諸会社役員録 第43回』
- 社長・大和田荘七[4]
- 常務取締役・大和田金之助[4]
- 取締役・大和田正吉[4]
- 監査役・木原大蔵、土谷慶治郎[4]

## 大株主氏名及持株数

### 『銀行会社要録 附・役員録 第27版』
- 大和田荘七 6000[3]
- 大和田銀行 3000[3]
- 大和田正吉 500[3]